# Temporada 2016 BWF Super Series
La Temporada 2016 BWF Super Series fue la X edición de la BWF Super Series de bádminton organizado por la Federación Mundial de Bádminton (BWF por sus siglas en inglés). La temporada inició el 8 de marzo de 2016 con el torneo All England en Birmingham (Reino Unido) y finalizó el 18 de diciembre con la Super Series Masters Finals en Dubái (Emiratos Árabes Unidos).

## Calendario
A continuación se muestra el calendario presentado por la Federación Mundial de Bádminton para la temporada 2016:
| #  | Nombre                           | Ciudad      | Fecha            | Fecha            | Premio USD |
| #  | Nombre                           | Ciudad      | Inicio           | Final            | Premio USD |
| -- | -------------------------------- | ----------- | ---------------- | ---------------- | ---------- |
| 1  | All England Super Series Premier | Birmingham  | 8 de marzo       | 13 de marzo      | 550,000    |
| 2  | India Super Series               | Nueva Delhi | 29 de marzo      | 3 de abril       | 300,000    |
| 3  | Malasia Super Series Premier     | Shah Alam   | 5 de abril       | 10 de abril      | 550,000    |
| 4  | Singapur Super Series            | Singapur    | 12 de abril      | 17 de abril      | 350,000    |
| 5  | Indonesia Super Series Premier   | Yakarta     | 30 de mayo       | 5 de junio       | 900,000    |
| 6  | Australia Super Series           | Sídney      | 7 de junio       | 12 de junio      | 750,000    |
| 7  | Japón Super Series               | Tokio       | 20 de septiembre | 25 de septiembre | 300,000    |
| 8  | Corea Super Series               | Seúl        | 27 de septiembre | 2 de octubre     | 600,000    |
| 9  | Dinamarca Super Series Premier   | Odense      | 18 de octubre    | 23 de octubre    | 700,000    |
| 10 | Francia Super Series             | París       | 25 de octubre    | 30 de octubre    | 300,000    |
| 11 | China Super Series Premier       | Fuzhou      | 15 de noviembre  | 20 de noviembre  | 700,000    |
| 12 | Hong Kong Super Series           | Kowloon     | 22 de noviembre  | 27 de noviembre  | 350,000    |
| 13 | Super Series Masters Finals      | Dubái       | 14 de diciembre  | 18 de diciembre  | 1,000,000  |

     Super Series Premier
     Super Series Finals

## Ganadores
| Torneo                     | Individual masculino     | Individual femenino    | Dobles masculino                               | Dobles femenino                         | Dobles mixtos                               |
| -------------------------- | ------------------------ | ---------------------- | ---------------------------------------------- | --------------------------------------- | ------------------------------------------- |
| All England                | Lin Dan                  | Nozomi Okuhara         | Vladimir Ivanov Ivan Sozonov                   | Misaki Matsutomo Ayaka Takahashi        | Praveen Jordan Debby Susanto                |
| India                      | Kento Momota             | Ratchanok Intanon      | Markus Fernaldi Gideon Kevin Sanjaya Sukamuljo | Misaki Matsutomo Ayaka Takahashi        | Lu Kai Huang Yaqiong                        |
| Malasia                    | Lee Chong Wei            | Ratchanok Intanon      | Kim Gi-jung Kim Sa-rang                        | Tang Yuanting Yu Yang                   | Tontowi Ahmad Liliyana Natsir               |
| Singapur                   | Sony Dwi Kuncoro         | Ratchanok Intanon      | Fu Haifeng Zhang Nan                           | Nitya Krishinda Maheswari Greysia Polii | Ko Sung-hyun Kim Ha-na                      |
| Indonesia                  | Lee Chong Wei            | Tai Tzu-ying           | Lee Yong-dae Yoo Yeon-seong                    | Misaki Matsutomo Ayaka Takahashi        | Xu Chen Ma Jin                              |
| Australia                  | Hans-Kristian Vittinghus | Saina Nehwal           | Markus Fernaldi Gideon Kevin Sanjaya Sukamuljo | Bao Yixin Chen Qingchen                 | Lu Kai Huang Yaqiong                        |
| Japón                      | Lee Chong Wei            | He Bingjiao            | Li Junhui Liu Yuchen                           | Christinna Pedersen Kamilla Rytter Juhl | Zheng Siwei Chen Qingchen                   |
| Corea del Sur              | Qiao Bin                 | Akane Yamaguchi        | Lee Yong-dae Yoo Yeon-seong                    | Jung Kyung-eun Shin Seung-chan          | Ko Sung-hyun Kim Ha-na                      |
| Dinamarca                  | Tanongsak Saensomboonsuk | Akane Yamaguchi        | Goh V Shem Tan Wee Kiong                       | Misaki Matsutomo Ayaka Takahashi        | Joachim Fischer Nielsen Christinna Pedersen |
| Francia                    | Shi Yuqi                 | He Bingjiao            | Mathias Boe Carsten Mogensen                   | Chen Qingchen Jia Yifan                 | Zheng Siwei Chen Qingchen                   |
| China                      | Jan Ø. Jørgensen         | Pusarla Venkata Sindhu | Markus Fernaldi Gideon Kevin Sanjaya Sukamuljo | Chang Ye-na Lee So-hee                  | Tontowi Ahmad Liliyana Natsir               |
| Hong Kong                  | Ng Ka Long               | Tai Tzu-ying           | Takeshi Kamura Keigo Sonoda                    | Christinna Pedersen Kamilla Rytter Juhl | Tontowi Ahmad Liliyana Natsir               |
| Super Series Masters Final | Viktor Axelsen           | Tai Tzu-ying           | Goh V Shem Tan Wee Kiong                       | Chen Qingchen Jia Yifan                 | Zheng Siwei Chen Qingchen                   |

## Finales

### All England
| Categoría            | Ganadores                          | Finalistas                                    | Resultado           |
| -------------------- | ---------------------------------- | --------------------------------------------- | ------------------- |
| Individual masculino | Lin Dan                            | Tian Houwei                                   | 21–9, 21–10         |
| Individual femenino  | Nozomi Okuhara                     | Wang Shixian                                  | 21–11, 16–21, 21–19 |
| Dobles masculino     | Vladimir Ivanov / Ivan Sozonov     | Hiroyuki Endo / Kenichi Hayakawa              | 21–23, 21–18, 21–16 |
| Dobles femenino      | Misaki Matsutomo / Ayaka Takahashi | Tang Yuanting / Yu Yang                       | 21–10, 21–12        |
| Dobles mixto         | Praveen Jordan / Debby Susanto     | Joachim Fischer Nielsen / Christinna Pedersen | 21–12, 21–17        |

### India
| Categoría            | Ganadores                                        | Finalistas                            | Resultado    |
| -------------------- | ------------------------------------------------ | ------------------------------------- | ------------ |
| Individual masculino | Kento Momota                                     | Viktor Axelsen                        | 21–15, 21–18 |
| Individual femenino  | Ratchanok Intanon                                | Li Xuerui                             | 21–17, 21–18 |
| Dobles masculino     | Markus Fernaldi Gideon / Kevin Sanjaya Sukamuljo | Angga Pratama / Ricky Karanda Suwardi | 21–17, 21–13 |
| Dobles femenino      | Misaki Matsutomo / Ayaka Takahashi               | Naoko Fukuman / Kurumi Yonao          | 21–18, 21–18 |
| Dobles mixto         | Lu Kai / Huang Yaqiong                           | Riky Widianto / Puspita Richi Dili    | 21–13, 21–16 |

### Malasia
| Categoría            | Ganadores                       | Finalistas                       | Resultado           |
| -------------------- | ------------------------------- | -------------------------------- | ------------------- |
| Individual masculino | Lee Chong Wei                   | Chen Long                        | 21–13, 21–8         |
| Individual femenino  | Ratchanok Intanon               | Tai Tzu-ying                     | 21–14, 21–15        |
| Dobles masculino     | Kim Gi-jung / Kim Sa-rang       | Chai Biao / Hong Wei             | 21–19, 21–15        |
| Dobles femenino      | Tang Yuanting / Yu Yang         | Jung Kyung-eun / Shin Seung-chan | 21–11, 21–17        |
| Dobles mixto         | Tontowi Ahmad / Liliyana Natsir | Chan Peng Soon / Goh Liu Ying    | 23-21, 13-21, 21–16 |

### Singapur
| Categoría            | Ganadores                                 | Finalistas                         | Resultado           |
| -------------------- | ----------------------------------------- | ---------------------------------- | ------------------- |
| Individual masculino | Sony Dwi Kuncoro                          | Son Wan-ho                         | 21–16, 13-21, 21–14 |
| Individual femenino  | Ratchanok Intanon                         | Sun Yu                             | 18-21, 21–11, 21–14 |
| Dobles masculino     | Fu Haifeng / Zhang Nan                    | Takeshi Kamura / Keigo Sonoda      | 21–11, 22–20        |
| Dobles femenino      | Nitya Krishinda Maheswari / Greysia Polii | Misaki Matsutomo / Ayaka Takahashi | abandono            |
| Dobles mixto         | Ko Sung-hyun / Kim Ha-na                  | Xu Chen / Ma Jin                   | 21-17, 21–14        |

### Indonesia
| Categoría            | Ganadores                          | Finalistas               | Resultado           |
| -------------------- | ---------------------------------- | ------------------------ | ------------------- |
| Individual masculino | Lee Chong Wei                      | Jan Ø. Jørgensen         | 17–21, 21–19, 21–17 |
| Individual femenino  | Tai Tzu-ying                       | Wang Yihan               | 21–17, 21–8         |
| Dobles masculino     | Lee Yong-dae / Yoo Yeon-seong      | Chai Biao / Hong Wei     | 13–21, 21–13, 21–16 |
| Dobles femenino      | Misaki Matsutomo / Ayaka Takahashi | Tang Yuanting / Yu Yang  | 21–15, 8–21, 21–15  |
| Dobles mixto         | Xu Chen / Ma Jin                   | Ko Sung-hyun / Kim Ha-na | 21–15, 16–21, 21–13 |

### Australia
| Categoría            | Ganadores                                        | Finalistas                                | Resultado           |
| -------------------- | ------------------------------------------------ | ----------------------------------------- | ------------------- |
| Individual masculino | Hans-Kristian Vittinghus                         | Jeon Hyeok-jin                            | 21–16, 19–21, 21–11 |
| Individual femenino  | Saina Nehwal                                     | Sun Yu                                    | 11–21, 21–14, 21–19 |
| Dobles masculino     | Markus Fernaldi Gideon / Kevin Sanjaya Sukamuljo | Angga Pratama / Ricky Karanda Suwardi     | 21–14, 21–15        |
| Dobles femenino      | Bao Yixin / Chen Qingchen                        | Nitya Krishinda Maheswari / Greysia Polii | 23–21, 21–17        |
| Dobles mixto         | Lu Kai / Huang Yaqiong                           | Zheng Siwei / Chen Qingchen               | 21–18, 21–14        |

### Japón
| Categoría            | Ganadores                                 | Finalistas                         | Resultado           |
| -------------------- | ----------------------------------------- | ---------------------------------- | ------------------- |
| Individual masculino | Lee Chong Wei                             | Jan Ø. Jørgensen                   | 21–18, 15–21, 21–16 |
| Individual femenino  | He Bingjiao                               | Sun Yu                             | 21–14, 7–21, 21–18  |
| Dobles masculino     | Li Junhui / Liu Yuchen                    | Kim Gi-jung / Ko Sung-hyun         | 21–12, 21–12        |
| Dobles femenino      | Christinna Pedersen / Kamilla Rytter Juhl | Misaki Matsutomo / Ayaka Takahashi | 19–21, 21–18, 21–12 |
| Dobles mixto         | Zheng Siwei / Chen Qingchen               | Ko Sung-hyun / Kim Ha-na           | 21–10, 21–15        |

### Corea del Sur
| Categoría            | Ganadores                        | Finalistas                  | Resultado           |
| -------------------- | -------------------------------- | --------------------------- | ------------------- |
| Individual masculino | Qiao Bin                         | Son Wan-Ho                  | 21–11, 21–23, 21–7  |
| Individual femenino  | Akane Yamaguchi                  | Sung Ji-hyun                | 20–22, 21–15, 21–18 |
| Dobles masculino     | Lee Yong-dae / Yoo Yeon-seong    | Li Junhui / Liu Yuchen      | 16–21, 22–20, 21–18 |
| Dobles femenino      | Jung Kyung-eun / Shin Seung-chan | Luo Ying / Luo Yu           | 21–13, 21–11        |
| Dobles mixto         | Ko Sung-hyun / Kim Ha-na         | Zheng Siwei / Chen Qingchen | 21–14, 21–19        |

### Dinamarca
| Categoría            | Ganadores                                     | Finalistas                            | Resultado           |
| -------------------- | --------------------------------------------- | ------------------------------------- | ------------------- |
| Individual masculino | Tanongsak Saensomboonsuk                      | Son Wan-ho                            | 21–13, 23–21        |
| Individual femenino  | Akane Yamaguchi                               | Tai Tzu-ying                          | 19–21, 21–14, 21–12 |
| Dobles masculino     | Goh V Shem / Tan Wee Kiong                    | Bodin Issara / Nipitphon Puangpuapech | 14–21, 22–20, 21–19 |
| Dobles femenino      | Misaki Matsutomo / Ayaka Takahashi            | Jung Kyung-eun / Shin Seung-chan      | 19–21, 21–11, 21–16 |
| Dobles mixto         | Joachim Fischer Nielsen / Christinna Pedersen | Zheng Siwei / Chen Qingchen           | 21–16, 22–20        |

### Francia
| Categoría            | Ganadores                      | Finalistas                            | Resultado                 |
| -------------------- | ------------------------------ | ------------------------------------- | ------------------------- |
| Individual masculino | Shi Yuqi                       | Lee Hyun-il                           | 21–16, 21–19              |
| Individual femenino  | He Bingjiao                    | Zhang Beiwen                          | 21–9, 21–9                |
| Dobles masculino     | Mathias Boe / Carsten Mogensen | Bodin Issara / Nipitphon Puangpuapech | 19–21, 21–18, 3–0 retired |
| Dobles femenino      | Chen Qingchen / Jia Yifan      | Chang Ye-na / Lee So-hee              | 21–16, 21–17              |
| Dobles mixto         | Zheng Siwei / Chen Qingchen    | Ko Sung-hyun / Kim Ha-na              | 21–16, 21–15              |

### China
| Categoría            | Ganadores                                        | Finalistas                     | Resultado           |
| -------------------- | ------------------------------------------------ | ------------------------------ | ------------------- |
| Individual masculino | Jan Ø. Jørgensen                                 | Chen Long                      | 22–20, 21–13        |
| Individual femenino  | Pusarla Venkata Sindhu                           | Sun Yu                         | 21–11, 17–21, 21–11 |
| Dobles masculino     | Markus Fernaldi Gideon / Kevin Sanjaya Sukamuljo | Mathias Boe / Carsten Mogensen | 21–18, 22–20        |
| Dobles femenino      | Chang Ye-na / Lee So-hee                         | Huang Dongping / Li Yinhui     | 13–21, 21–14, 21–17 |
| Dobles mixto         | Tontowi Ahmad / Liliyana Natsir                  | Zhang Nan / Li Yinhui          | 21–13, 22–24, 21–16 |

### Hong Kong
| Categoría            | Ganadores                                 | Finalistas                     | Resultado           |
| -------------------- | ----------------------------------------- | ------------------------------ | ------------------- |
| Individual masculino | Ng Ka Long                                | Sameer Verma                   | 21–14, 10–21, 21–11 |
| Individual femenino  | Tai Tzu-ying                              | Pusarla Venkata Sindhu         | 21–15, 21–17        |
| Dobles masculino     | Takeshi Kamura / Keigo Sonoda             | Mathias Boe / Carsten Mogensen | 21–19, 21–19        |
| Dobles femenino      | Kamilla Rytter Juhl / Christinna Pedersen | Huang Dongping / Li Yinhui     | 21–19, 21–10        |
| Dobles mixto         | Tontowi Ahmad / Liliyana Natsir           | Praveen Jordan / Debby Susanto | 21–19, 21–17        |

### Masters Finals
| Categoría            | Ganadores                   | Finalistas                         | Resultado           |
| -------------------- | --------------------------- | ---------------------------------- | ------------------- |
| Individual masculino | Viktor Axelsen              | Tian Houwei                        | 21–14, 6–21, 21–17  |
| Individual femenino  | Tai Tzu-ying                | Sung Ji-hyun                       | 21–14, 21–13        |
| Dobles masculino     | Goh V Shem / Tan Wee Kiong  | Takeshi Kamura / Keigo Sonoda      | 21–14, 21–19        |
| Dobles femenino      | Chen Qingchen / Jia Yifan   | Misaki Matsutomo / Ayaka Takahashi | 21–15, 13–21, 21–17 |
| Dobles mixto         | Zheng Siwei / Chen Qingchen | Chris Adcock / Gabrielle Adcock    | 21–12, 21–12        |